# Larvicide

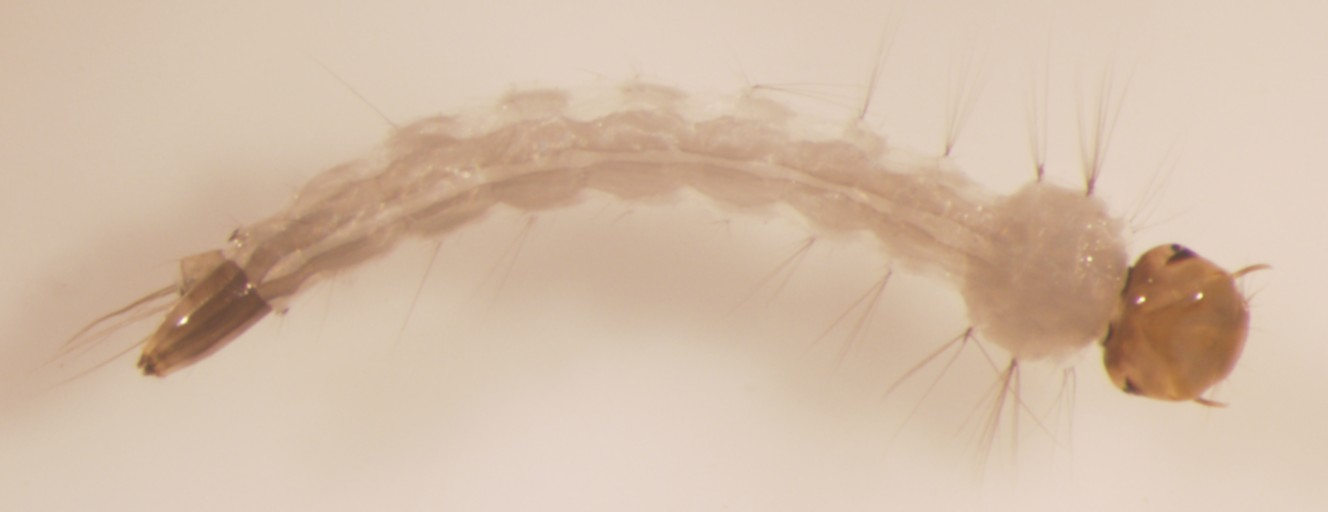
Larve de Aedes aegypti

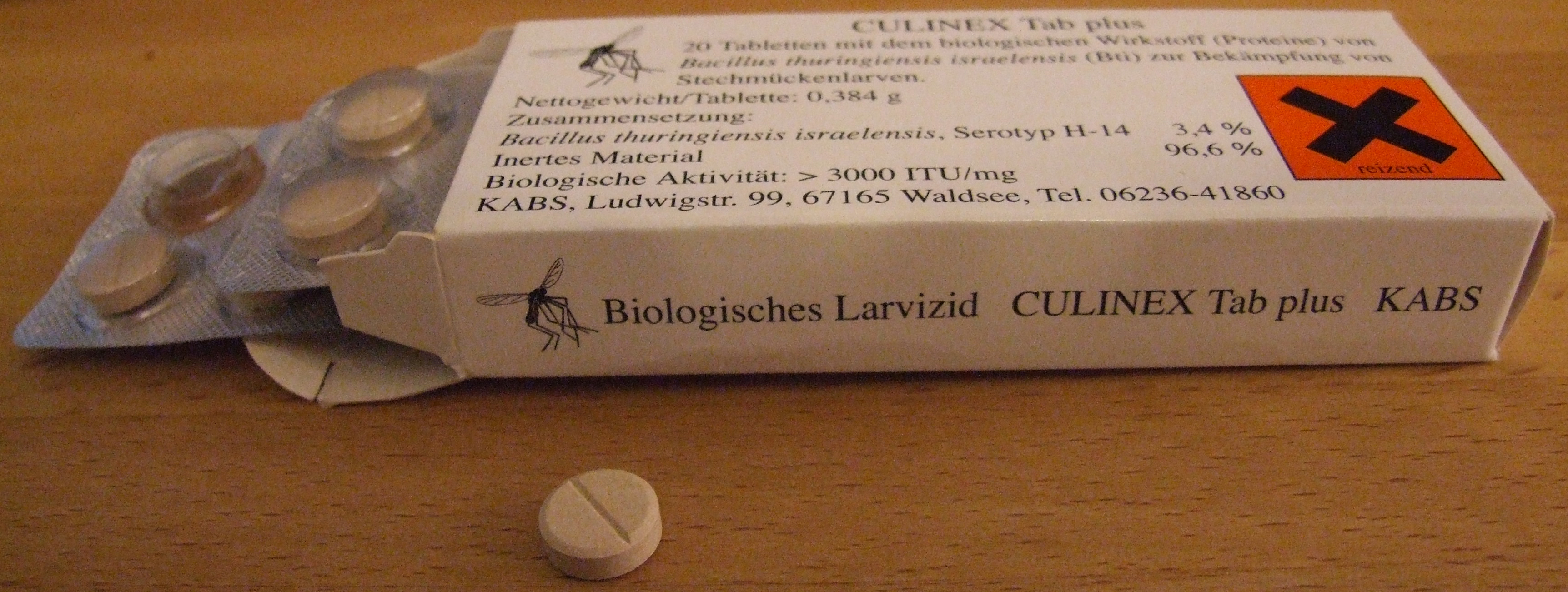
Larvicide CULINEX Tab plus, Bacillus thuringiensis israelensis

Un produit phytosanitaire larvicide est une substance active ou une préparation ayant la propriété de tuer les larves.
En protection des cultures contre les parasites, la connaissance des caractéristiques larvicides des produits phytopharmaceutiques appliqués, et de la date de début d'apparition des larves, permettent de raisonner l'emploi des insecticides et des acaricides.